# Símbol de Pearson
El símbol de Pearson, o notació de Pearson, s'utilitza en cristal·lografia com un mitjà de descriure una estructura cristal·lina, i el va originar per WB Pearson. El símbol es compon de dues lletres seguides d'un número. Per exemple:
- Estructura del diamant, cF8
- Estructura del rutil, tP6

Les dues lletres (en cursiva) especifiquen la xarxa de Bravais. La lletra minúscula especifica la classe de cristall, i la lletra majúscula del tipus de xarxa. La figura dona el nombre dels àtoms en la cel·la unitat. IUPAC
| A | triclínic              |
| M | monoclínic             |
| O | ortoròmbic             |
| T | tetragonal             |
| H | hexagonal i romboèdric |
| C | cúbic                  |

| S,A,B,C | Centrat en la cara lateral                 |
| F       | Tot centrat en les cares                   |
| I       | Cos centrat (de innenzentrierte (alemany)) |
| R       | Romboedre                                  |
| P       | Primitiu                                   |

Les lletres A, B i C van ser anteriorment utilitzades en lloc de la S. Quan el centrat tenia un parell de cares oposades al llarg de l'eix X, fou anomenat A-centrat. El centrat equivalent al llarg dels eixos Y i Z. van ser anomenats B- i C-centrat, respectivament.
Els catorze possibles xarxes de Bravais s'identifiquen per les dues primeres lletres:
| Classe de cristall     | Símbol de xarxa | Lletres del símbol de Pearson |
| ---------------------- | --------------- | ----------------------------- |
| Triclínic              | P               | aP                            |
| Monoclínic             | P               | mP                            |
|                        | S               | mS                            |
| Ortoròmbic             | P               | oP                            |
|                        | S               | oS                            |
|                        | F               | oF                            |
|                        | I               | oI                            |
| Tetragonal             | P               | tP                            |
|                        | I               | tI                            |
| Hexagonal (i trigonal) | P               | hP                            |
| Romboèdric             | R               | hR                            |
| Cúbic                  | P               | cP                            |
|                        | F               | cF                            |
|                        | I               | cI                            |

## Símbol de Pearson i grup espacial
El símbol de Pearson no identifica de forma exclusiva el grup espacial d'una estructura d'un cristall, per exemple tant l'estructura del NaCl, (grup espacial Fm3m) i el diamant (grup espacial Fd3m) tenen el mateix símbol de Pearson cF8.